# Ровелла, Николо
Николо Ровелла (итал. Nicolò Rovella; род. 4 декабря 2001, Сеграте, Ломбардия) — итальянский футболист, полузащитник клуба «Ювентус» и сборной Италии. Выступает на правах аренды за клуб «Лацио».

## Клубная карьера
Уроженец Сеграте, провинция Милан, Ровелла выступал за молодёжную команду клуба «Альчоне». Летом 2017 года присоединился к футбольной академии клуба «Дженоа». Профессиональный дебют Николо состоялся 3 декабря 2019 года в матче Кубка Италии между «Дженоа» и «Асколи», в котором он вышел на замену Франческо Кассате. 21 декабря 2019 года Ровелла дебютировал в итальянской Серии A в матче против «Интернационале».

## Карьера в сборной
Выступал за сборные Италии до 17, до 18 и до 19 лет.